# Томское высшее военное командное училище связи
Томское высшее военное командное ордена Красной Звезды училище связи (сокращённо ТВВКУС) — высшее военное учебное заведение, существовавшее в городе Томск в 1965—1999 годах и занимавшееся подготовкой офицеров войск связи. Основано на базе Томского артиллерийского училища, созданного в 1920 году. Статус высшего военного учебного заведения получило в 1970 году. За время существования его выпускниками стали около 10 тысяч человек.
Утром 17 июля 1997 года обрушилась одна из казарм училища, находившаяся к тому моменту в аварийном состоянии, в результате чего погибли 12 курсантов. Эта трагедия привела к тому, что 31 марта 1999 года Томское военное училище связи было закрыто, а обрушившееся здание было снесено.

## Училище-предшественник
Основой для образования Томского высшего военного командного училища связи было Томское артиллерийское училище, образованное 26 января 1920 года под названием Томских артиллерийских курсов и открытое официально 14 марта 2020 года. 1 апреля 1937 года оно было официально преобразовано в Томское артиллерийское училище. Помещения училища располагались в здании бывшей губернской мужской гимназии (проспект Фрунзе, 9) на пересечении проспекта Фрунзе и улицы Советской и в квартале, ранее занимаемом духовной семинарией (улицы Крылова, Никитина и Гоголя, переулок Плеханова). Учебный полигон находился рядом с деревней Воронино Томского района. В двухэтажном здании училища, находившемся на улице Никитина, в 1955 году был надстроен третий этаж и проведён капремонт.
В годы Великой Отечественной войны оно выпускало офицеров-артиллеристов, которые участвовали в боевых действиях на всех фронтах и которыми комплектовались соединения и части, формируемые в Сибири. 14 марта 1945 года училище было награждено орденом Красной Звезды за выдающиеся успехи в подготовке офицерских кадров. С 1949 года училище занималось подготовкой офицеров зенитной артиллерии, а в 1958 году было преобразовано в Томское ракетное училище, где велась подготовка офицеров ракетных войск — специалистов по управлению ЗРК. Информация о подготовке ракетчиков носила статус секретной.

## Развитие нового училища
Директивой Министра обороны СССР № орг/2/46798 от 23 августа 1965 года на базе Томского артиллерийского училища было образовано Томское военное училище связи (ТВУС), не только ставшее правопреемником артиллерийского училища, но и унаследовавшее его боевое знамя и орден Красной Звезды. Преобразование артиллерийского училища в училище связи было связано с возросшей потребностью армии в офицерах-связистах низового звена. Штатная численность курсантов нового училища была определена в 600 человек, а прежних командиров и преподавателей из числа офицеров-артиллеристов заменили офицеры-связисты, переведённые из других училищ связи. Начальником училища стал полковник (позже генерал-майор) А. А. Крамаренко. Одним из первых училищ, направивших своих офицеров в Томск, было Кемеровское военное училище связи, занимавшееся подготовкой офицеров связи с 1951 года.
Учебный процесс начался с 1 октября 1965 года: обучение велось по 3-летней программе. Общая численность учившихся курсантов составляла 400 человек с 1-го и 2-го курсов. В течение 1965—1966 годов были переоборудованы 40 учебных классов и лабораторий, а в училище стали поступать новые образцы техники связи для изучения. С 15 февраля 1966 года начали проводиться 10-месячные курсы по подготовке младших офицеров-связистов (по 100 человек по специальности «командир взвода радиосвязи» и «командир взвода связи»). В июле 1967 года состоялся первый выпуск офицеров-связистов, а в 1968 году училище вышло на штатную численность в 600 курсантов, распределённых по двум батальонам (по одной роте каждого из трёх курсов). В 1-м батальоне учились будущие офицеры-радисты, а во 2-м — офицеры-кабельщики (специалисты электропроводной связи).
На основании Директивы Генерального штаба Вооружённых сил СССР № орг/3/126408 от 12 мая 1970 года училище с 1 июня 1970 года было преобразовано в Томское высшее военное командное ордена Красной Звезды училище связи (ТВВКУС) и получило статус высшего военного учебного заведения, начав подготовку офицеров с высшим военно-специальным образованием — инженеров-радиотехников. Из этого училища стали выпускаться две группы специалистов — инженеры по эксплуатации средств радиосвязи (командиры взводов радиосвязи) и инженеры по эксплуатации средств телеграфно-телефонной связи (командиры взводов телеграфно-телефонной связи). Срок обучения составлял 4 года. Летом 1970 года были проведены последний набор курсантов по среднеобразовательному профилю и первый набор курсантов по программе высшего училища.
В 1992 году в училище не осуществлялся набор курсантов, что грозило закрытием ТВВКУС, однако в связи с тем, что Киевское и Полтавское военные училища связи перешли под юрисдикцию независимой Украины, училище было сохранено. При этом число учебных батальонов сократилось до 3, а рот — до 10. 1 июля 1994 года в соответствии с директивой Начальника связи Вооружённых сил РФ от 23 мая того же года ТВВКУС было выведено из состава Войск связи центрального подчинения и передано в состав войск связи Сухопутных войск. Одновременно училище перешло на 5-летнюю программу обучения.

## Выпускники училища в боях
Ещё в 1968 году ряд выпускников училища участвовали во вводе советских войск в Чехословакию и подавлении антисоветских выступлений, а в марте 1969 года ряд курсантов, проходивших войсковую стажировку в приграничных частях Дальневосточного военного округа, приняли участие в боях на острове Даманском. Некоторые из курсантов даже специально направляли рапорт командованию с просьбой отправить их на остров Даманский для прохождения службы. Выпускники ТВВКУС несли службу не только в СССР, но и в группах советских войск за рубежом, принимали участие в разных вооружённых конфликтах — в том числе в Афганистане и Чечне. В частности, из выпуска 1-го батальона 1985 года не менее 8 офицеров воевали в Афганистане. Первым известным из погибших выпускников ТВВКУС считается выпускник 1980 года старший лейтенант И. Р. Смирнов, погибший в 1983 году (позже погибли старшие лейтенанты В. В. Кондрашин и Ю. А. Пикалов).

## Внеучебная деятельность курсантов
Училище уделяло внимание военно-патриотическому воспитанию школьников и молодёжи. Офицеры и курсанты выступали перед рабочими, служащими, колхозниками, студентам и учащимися, проводили пионерскую игру «Зарница», руководили военными кружками в школах и ПТУ, работали пионервожатыми и участвовали в работе местных партийных и комсомольских органов. В феврале 1967 года по случаю 50-летия годовщины Октябрьской революции учащиеся совершили 500-километровый переход по маршруту Томск—Кемерово—Новосибирск, повторив тем самым мероприятие, которое проводилось курсантами Томского артиллерийского училища ещё в 1935 году. По итогам выпуска 1968 года Военный совет Сибирского военного округа наградил училище кубком за первое место среди военно-учебных заведений округа. В дальнейшем лыжные переходы до соседних областных центров стали обыденным делом.
Курсанты училища участвовали в благоустройстве и озеленении города Томск: за вклад в развитие народного хозяйства Сибири и работу по военно-патриотическому воспитанию к 1970 году училище (с учётом довоенной работы) было награждено 11 шефскими Красными Знамёнами. Среди иной деятельности курсантов училища были участие в тушении пожаров, добровольная сдача крови для пострадавших в результате происшествий и участие в поимке преступников. Также курсанты регулярно участвовали в мероприятиях по случаю победы в Великой Отечественной войне.

## Структура училища
С 1965 по 1970 годы основу учебной базы составляли пять циклов —— циклы войсковых радиостанций, проводных средств связи, общетактической подготовки, технической эксплуатации средств связи и общеобразовательных дисциплин. После того, как Томское училище связи в 1970 году получило статус высшего военного учебного заведения, в нём были созданы кафедры, на которых курсанты изучали те или иные предметы. По состоянию на начало 1990-х в состав училища входили следующие кафедры:
- № 1 (кафедра тактико-специальной подготовки)
- № 2 (кафедра общей тактики)
- № 3 (кафедра общественных наук, позже — кафедра гуманитарных и социально-экономических дисциплин)
- № 4 (кафедра техники радиосвязи)
- № 5 (кафедра военной техники многоканальной электросвязи)
- № 6 (кафедра автоматизированных систем управления войсками и связью)
- № 7 (кафедра засекречивающей аппаратуры связи)
- № 8 (кафедра боевого применения средств и комплексов связи)
- № 9 (кафедра линейных и нелинейных радиотехнических устройств)
- № 10 (кафедра электропитания связи и автомобильной подготовки)
- № 11 (кафедра технической эксплуатации средств связи)
- № 12 (кафедра математики)
- № 13 (кафедра физики)
- № 14 (кафедра иностранных языков)
- № 15 (кафедра физической подготовки и спорта)

В штаб училища также входили учебный отдел, отдел кадров, строевой отдел и финансовый отдел, медицинская служба, вещевая служба и продовольственная служба, а также мобилизационная группа. Среди начальников, преподавателей и сотрудников кафедр было немало кандидатов военных, технических и физико-математических наук.

## Учебно-материальная база
С момента своего образования как училища связи ТВВКУС укомплектовывалось новыми образцами техники связи, которые изучали курсанты. В частности, это были возимые радиостанции типа Р-118, переносные Р-104 и Р-105, командно-штабные машины типа БТР-50ПУ, радиорелейные станции Р-404 и Р-409, кабелеукладчики П-286 и другие образцы.
Вся учебная техника связи (колёсная и гусеничная) находилась в ведении батальона обеспечения учебного процесса. В частности, туда входили:
- командно-штабные машины типов БМП-1КШ, Р-145БМ, Р-142Н и Р-166;
- радиостанции Р-137, Р-140 и Р-161А2;
- радиорелейные и тропосферные станции Р-409 (Р-419), Р-410, Р-412, Р-415 и Р-423;
- комплексные аппаратные, аппаратные дальней связи, телефонно-телеграфные и телефонные станции П-225, П-234, П-240Т, П-241Т, П-242, П-244Т, П-255А, П-257;
- иные образцы техники связи.

## Трагедия 1997 года
Утром 17 июля 1997 года в 5:50 утра, незадолго до подъёма, в казарме ТВВКУС на улице Никитина обрушились перекрытия — на спящих курсантов обрушилась крыша казармы и третий этаж, который был выстроен в 1953—1955 годах. Как было установлено, в этот момент обрушился трёхэтажный кирпичный столб, на котором держались железобетонные балки и сборный настил перекрытий. В здании на тот момент находилось 150 курсантов. Общая площадь обрушения составила 122 м². Первыми к разбору завалов и поиску погибших и пострадавших приступили пожарные, однако после прибытия в Томск тогдашнего главы МЧС России Сергея Шойгу всю работу по поискам людей доверили обычным спасательным службам. По словам участника спасательной операции, заместителя начальника пожарной части № 4 (село Тимирязево) Олега Лукашова, у пожарных не было специального оборудования для разбора завалов, и его пришлось доставлять на вертолётах.
Жертвами трагедии стали 12 курсантов: Сергей Гайдамаков, Андрей Кириенко, Евгений Кулямин, Сергей Мацаев, Алексей Скорик, Равиль Хайруллаев, Константин Шевелев, Александр Курочкин, Борис Максимов, Александр Шинкевич, Виктор Аброскин и Евгений Кель. Шестеро из них погибли сразу во время обрушения, двоих не успели довести до госпиталя, а ещё четверо скончались от полученных травм в больнице. Ранения получили ещё 54 человека, среди которых был будущий начальник мобилизационного отдела ГУ МЧС по Томской области Сергей Непомнящий. Большинство выживших находилось на верхнем этаже здания. По словам самого Непомнящего, часть курсантов всего училища находились на подсобных работах, в карауле или учебном пункте в Воронино, но не в казармах. Двое курсантов избежали трагедии, поскольку за сутки до обрушения отпросились в увольнение. Однако уже на следующий день один из них (Александр Глебов) немедленно прибыл к зданию училища, чтобы помочь спасателям. По факту обрушения казарм военная прокуратура Томского гарнизона возбудила уголовное дело, расследованием которого занялась оперативная группа под руководством первого вице-губернатора Юрия Галямова.
В ходе расследования было установлено, что здание давно находилось в аварийном состоянии, но туда продолжали заселять курсантов. Было установлено, что при строительстве здания в 1950-е годы были допущены ряд случаев производственного брака: строители экономили на стройматериалах, что пагубно сказалось на прочности конструкций. Колонны, поддерживавшие межэтажные перекрытия, не имели внутренней арматуры и сужались в верхней части почти на 10 см, что усиливало давление на основания этих колонн. Некоторые из колонн и ограждающих стен обладали несущей способностью лишь на 58—60 % от нормы. Также, по свидетельствам курсантов, в стене училища также была большая трещина, начинавшаяся на третьем этаже и шедшая к первому. Кирпичи, из которых были выстроены стены и некоторые колонны, выдерживали от силы половину требуемой нагрузки (58 кг на 1 см² при требуемых 100 кг), а для кладки использовался некачественный раствор. Согласно итоговому заключению экспертов, причиной разрушения стал отказ несущей способности «ограждающих кирпичных стен, наружной стены и кирпичных колонн внутри здания», на которые опирались балочные перекрытия трёх этажей.
Утверждалось, что разрушение могли ускорить ураган, пронёсшийся над Томском в начале июля того же года, и вибрация от постоянно проезжавшего рядом с училищем автотранспорта. Также сообщалось, что за несколько дней до этого на чердачные перекрытия было велено поместить шлак с целью утепления здания, что могло вызвать перегрузку и ускорить деформацию опор: балки якобы могли обрушиться под весом шлака. Однако версия о шлаке как одном из факторов обрушения критиковалась в связи с тем, что шлак на чердаке не был сконцентрирован в одном месте, а разбросан по большей части крыши.

## Закрытие училища
Из строителей, участвовавших в сооружении здания, на тот момент были живы очень немногие люди, которые находились уже в преклонном возрасте, поэтому к суду их не привлекли. Перед судом предстал только заместитель начальника училища по материальному обеспечению полковник Борис Голиков: ему инкриминировали совершённую должностным лицом халатность, приведшую к смертям людей (ст. 293 ч. 2 УК РФ). Суд приговорил его к 2 годам тюрьмы и тут же освободил его по амнистии, хотя сам Голиков настаивал на своём оправдании, а после вынесения приговора подал кассационную жалобу. Родители погибших курсантов безуспешно пытались подать иски против начальника училища, генерал-майора Владимира Сычёва, чьи показания по факту обрушения здания суд так и не заслушал, и против Министерства обороны. В апреле 2002 года Сычёв был назначен начальником Управления Судебного департамента при Верховном суде РФ в Томской области: в том же году на памятных мероприятиях родители погибших договорились не пускать Сычёва на церемонию (самого генерала не стало в 2007 году).
Иски родителей погибших по возмещению морального и материального вреда переадресовали с Сычёва и Министерства обороны на училище связи, которые так и не были удовлетворены в связи с начавшейся процедурой ликвидацией училища. Трагедия 1997 года привела к тому, что Томское высшее военное командное училище связи попало в список учебных заведений, подлежавших расформированию в рамках проводившихся военных реформ в Российской Федерации. В феврале 1999 года был подписан приказ о досрочном выпуске курсантов 5-го курса: официально последний выпуск состоялся 28 марта 1999 года, когда 109 курсантов были досрочно произведены в офицеры. Остальных курсантов было решено распределить по разным учебным заведениям: 154 курсанта были переведены в Рязанский филиал военного университета связи, 184 курсанта — в Кемеровский филиал военного университета связи, 149 курсантов — в Новочеркасский военный институт связи. Большинство офицеров из числа командиров и преподавателей были уволены в запас, оставшиеся были переведены на новые места службы.
31 марта 1999 года Томское высшее военное командное училище связи было официально закрыто. Окончательная ликвидация училища как юридического лица датируется 1 января 2000 года. Боевое знамя образца 1943 года с надписью «1-е Томское артиллерийское училище», орденской лентой и орденом Красной Звезды были переданы в штаб Сибирского военного округа.

## Здания корпуса в наши дни

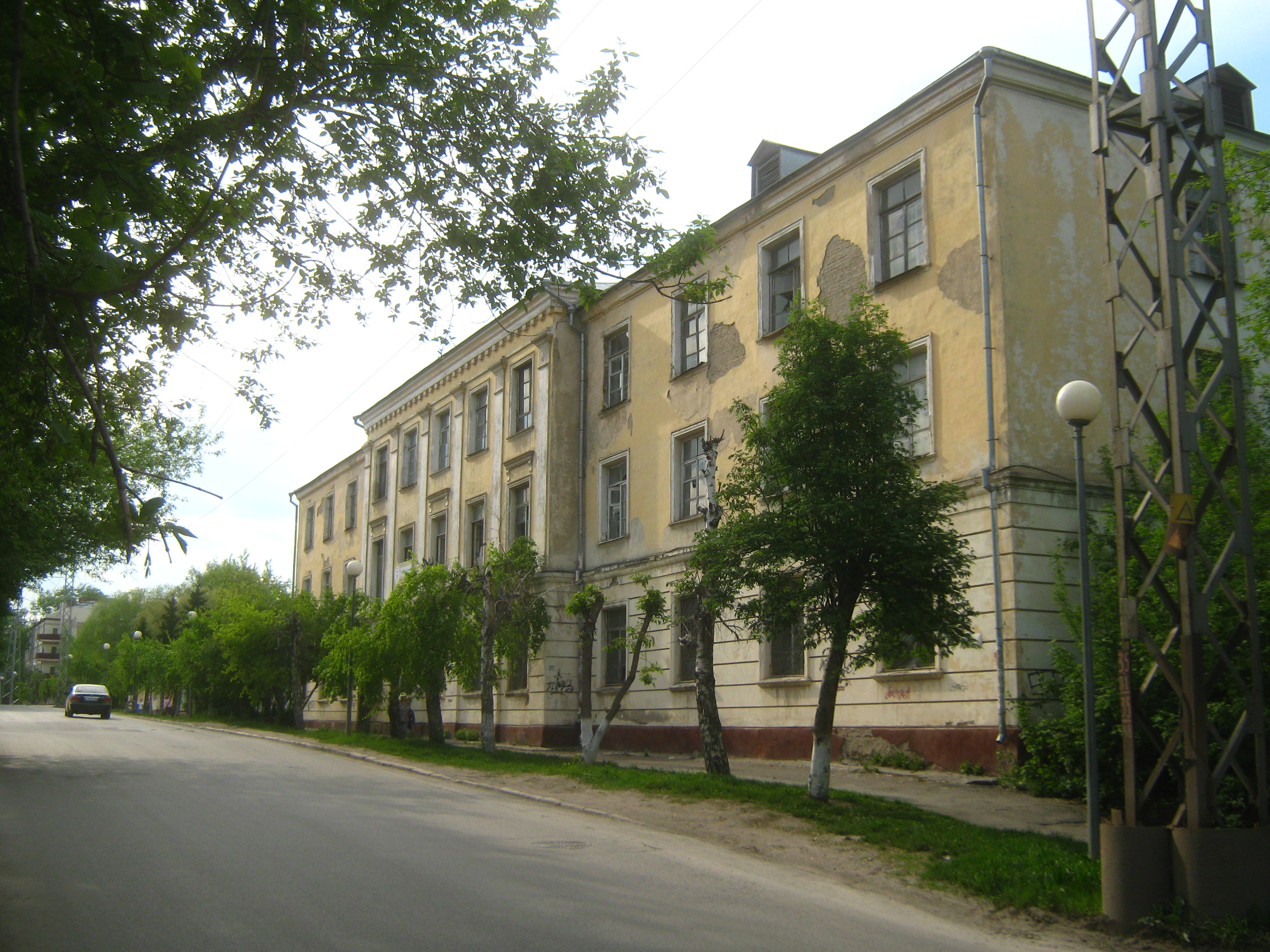
Улица Никитина, 8, на которой стояло обрушившееся здание корпуса

По Томску прокатилась волна проверок всех зданий на предмет возможного аварийного состояния: уже 23 июля из одного здания была выселена станция «скорой помощи», работники которой принимали участие в спасательной операции у здания ТВВКУС. Аварийными были признаны также здание учебного корпуса постройки 1909 года и казармы, возведённые в 1917 и 1940-х годах: на их ремонт не было денег. Специалисты не смогли определить, каким образом спальный корпус на улице Никитина простоял около 40 лет даже при допущенных в ходе строительства нарушениях. В то же время по результатам экспертизы обрушившееся здание было признано не подлежащим дальнейшей эксплуатации, и его окончательно снесли. У места трагедии на улице Никитина был установлен памятник с надписью «Курсантам училища, трагически погибшим 17 июля 1997 года». Ежегодно в годовщину трагедии здесь проводятся памятные мероприятия.
В бывшем здании ТВВКУС по проспекту Фрунзе, 9 позже было размещено ООО «Томсктрансгаз» (ныне предприятие «Газпром трансгаз Томск»). Территория в квартале, где прежде находилась Томская духовная семинария, была передана военно-медицинскому институту. Рядом с учебным полигоном училища в Воронино ныне действует городское Воронинское кладбище. В 2007 году на здании, где располагался учебный штабной корпус, были открыли памятные таблички.
Сохранившееся четырёхэтажное здание по улице Никитина, 8 было позже законсервировано, но со временем обветшало: в нём стали вспыхивать пожары. Один из пожаров вспыхнул вечером 12 февраля 2016 года, когда загорелись все четыре этажа здания: сгорела и обрушилась крыша, частично обрушились межэтажные перекрытия и выгорели стены внутри здания. 18 августа 2020 года в здании возник очередной пожар: было обнаружено частичное горение на 4-м этаже и в чердачном помещении.
В начале 2025 года московское ООО «Т1», занимавшееся управлением и арендой имущества, на аукционе приобрело право на аренду пяти зданий ТВВКУС общей площадью почти 15 тыс. м². Компания, образованная в конце декабря 2024 года, приобрела строения под номерами 3, 6, 7, 8 и 9 (улица Никитина, 8): по словам мэра Томска Дмитрия Махини, москвичи планировали провести реконструкцию.

## Начальники
- 1965—1971: генерал-майор А. А. Крамаренко[27]
- 1971—1979: генерал-майор В. Н. Никифоров[28]
- 1979—1983: генерал-майор Г. В. Звенигородский[1]
- 1983—1988: генерал-майор В. И. Иванов[1]
- 1988—1989: полковник Ю. П. Соколов[29][30]
- 1989—1993: генерал-майор А. Б. Минибаев[31]
- 1993—2000: генерал-майор В. Н. Сычёв[17]

## Выпускники
С учётом истории Томского артиллерийского училища выпускниками данного учебного заведения стали свыше 18 тысяч офицеров, в том числе 6561 офицер-артиллерист — участник Великой Отечественной войны. Число выпускников с момента переквалификации училища на подготовку связистов — более 10 тысяч офицеров войск связи. В 1967 году училище окончили с отличием 38,4 % курсантов, в 1968 году — 46 %, более 45 % выпускников этих лет состояли в КПСС.
Среди всех выпускников училища с 1920 по 1999 годы — 66 Героев Советского Союза (в том числе один дважды Герой — А. П. Шилин), один Герой Российской Федерации, четыре Героя Социалистического Труда и два полных кавалера ордена Славы; два маршала и более 70 генералов.

### Книги
- Краткий очерк истории Томского военного ордена Красной звезды училища связи (1920—1970). — Томск, 1970. — 62 с.
- Ф. Н. Подустов. Томское ордена Красной звезды Высшее военное командное училище связи: Очерки истории училища за 75 лет. — Томск: Издательство Томского университета, 1995. — 260 с.
- Томское высшее военное командное училище связи // Томск от А до Я: Краткая энциклопедия города. / Под ред. Н. М. Дмитриенко. — 1-е изд. — Томск: Изд-во НТЛ, 2004. — С. 374. — 440 с. — 3000 экз. — ISBN 5-89503-211-7.

### Газетные статьи
- Анатолий Захаров. Причины трагедии в Томске. Казарма в Томске обрушилась после урагана // КоммерсантЪ : газета. — 1997. — 26 июля (№ 119). — С. 6.
- Татьяна Мартьянова. Причины аварии в Томске. Здание казармы держалось на честном слове // КоммерсантЪ : газета. — 1997. — 26 сентября (№ 163). — С. 5.
- Анатолий Захаров. Встать, фарс идет // КоммерсантЪ : газета. — 1999. — 7 августа (№ 140). — С. 6.